# Cosma Shiva Hagen
Cosma Shiva Hagen (ur. 17 maja 1981 w Los Angeles, USA) – niemiecka aktorka, córka piosenkarki Niny Hagen i holenderskiego muzyka rockowego Ferdinanda Karmelka, wnuczka niemieckiej aktorki Evy-Marii Hagen i pisarza Hansa Oliva-Hagena.
Zadebiutowała w telewizyjnym Crash Kids w 1997 roku. Rok później zagrała w komedii Dziwne zachowania dojrzałych płciowo mieszkańców dużych miast w okresie łączenia się w pary. Za rolę w telewizyjnym Der Laden dostała Złotą Kamerę w kategorii Najlepsza Aktorka oraz nagrodę jako Nowa Twarz. Wkrótce zadebiutowała na scenie teatralnej, w spektaklu „Momo”. Rok 1999 to role m.in. w filmach Sweet Little Sixteen, Marlene oraz użyczenie głosu w filmie animowanym wytwórni Walta Disneya Mulan. W 2000 roku Cosma została nominowana do Niemieckiej Nagrody Telewizyjnej w kategorii najlepsza rola za film Bella Block – Schuld und Sühne. W 2001 roku zaangażowała się w pracę przy takich produkcjach jak Killer Country, 2001 Rilke Projekt: In meinem wilden Herzen, Tochter des Nils i I love my India. W 2002 roku zagrała postać Rosy Perez w produkcji dla niemieckiej stacji ZDF w filmie Nachtschicht Amok i zasłynęła swoją drugą już dużą rolą na kinowym ekranie w filmie Dirty Sky. Rok 2004 przyniósł rolę Królewny Śnieżki w niemieckiej komedii 7 krasnoludków – historia prawdziwa. Cosma zagrała tam razem ze swoją matką Niną Hagen. W 2006 roku ponownie wcieliła się w rolę Królewny w sequelu pt. 7 krasnoludków: Las to za mało – historia jeszcze prawdziwsza. W 2004 roku wyjechała na tournée z teatrem, gdzie zagrała tytułową rolę w dramacie Williama Szekspira „Romeo i Julia”. W 2006 roku zagrała w dramacie dokumentalnym opowiadającym o Papieżu Janie Pawle II. Wcieliła się w rolę przyjaciółki Karola Wojtyły – Haliny. W 2007 roku zagrała w komedii Die Aufschneider opowiadającej o szpitalu w krzywym zwierciadle. W roku 2008 wystąpiła w Speed Racer i Kodzie Biblii.
Cosma Shiva udziela się również w projektach muzycznych. W 2003 roku wzięła udział w przedsięwzięciu o nazwie Rilke Projekt. Wykonała tam jedną piosenkę pt. „Kochać”.
Walczy charytatywnie na rzecz praw dzieci i zwierząt, działa w organizacji PETA. Zna języki: angielski, niemiecki, hiszpański i francuski.
W styczniu 2003 roku wystąpiła w rozbieranej sesji dla niemieckiej edycji magazynu „Playboy”.
Obecnie mieszka w Hamburgu.